# Andrew Rannells
Andrew Scott Rannells (ur. 23 sierpnia 1978 w Omaha) – amerykański aktor filmowy, telewizyjny, teatralny i głosowy, wokalista, znany przede wszystkim z udziału w takich produkcjach jak: Rekiny wielkiego miasta (1995–1997), Rodzinka jak inne (2012–2013), Wieczór panieński (2012), Dziewczyny (2012–2017), Jak poznałem waszą matkę (2013) i Glee (2015).

## Życiorys

### Wczesne lata
Urodził się w Omaha w stanie Nebraska w rodzinie rzymskokatolickiej jako syn Charlotte i Ronalda Rannellsów. Miał czworo rodzeństwa: trzy siostry i starszego brata. Jego rodzina miała korzenie irlandzkie, angielskie, niemieckie i polskie. Uczęszczał do szkoły podstawowej Matki Bożej z Lourdes w Omaha, a następnie do prywatnej szkoły jezuickiej dla chłopców Creighton Preparatory School w Omaha. Jego rodzina mieszkała w dzielnicy Hanscom Park w Omaha.
Rannells ujawnił w swoim pamiętniku Too Much Is Not Enough, że gdy był nastolatkiem, był seksualnie atakowany przez katolickiego księdza dominikanina po sześćdziesiątce podczas spowiedzi w Creighton Prep. Doświadczenie to wpłynęło na decyzję Rannellsa o opuszczeniu kościoła katolickiego.

### Początki kariery
Jako dziecko chodził na zajęcia do Emmy Gifford Children's Theatre i występował w Omaha Community Playhouse, Firehouse Dinner Theatre i Dundee Dinner Theatre. Mając 11 lat zagrał w swojej pierwszej sztuce. Założył teatr społeczny z kolegami i absolwentem Creighton Prep Conorem Oberstem. Studiował przez dwa lata aktorstwo i teatroznawstwo w Marymount Manhattan College. W 1996 wziął udział w podróbce Grease z Amy Adams.
W 1997, w wieku 19 lat przeniósł się do Nowego Jorku. Pracował w reklamach i jako aktor głosowy w serialach Rekiny wielkiego miasta (Street Sharks, 1995–1997) i Pokémon (1998–2006). Przez trzy lata (2001–2004) współpracował z 4Kids Entertainment, firmą zajmującą się produkcją animacji, gdzie dubbingował postacie z różnych gier. Brał także udział w produkcji gier komputerowych Kirby, Sonic the Hedgehog i DIC Entertainment Yu-Gi-Oh!.

### Kariera sceniczna
We wrześniu 2002 zdobył nagrodę im. B. Idena Payne’a dla najlepszego aktora za rolę tytułową Hedwig Robinson w musicalu rockowym Cal do szczęścia (Hedwig and the Angry Inch) w Zachary Scott Theater Center w Austin w Teksasie i w 2015 był nominowany do Broadway.com Audience Award.
Grał na Broadwayu w zastępstwie za innych aktorów na scenach teatralnych w musicalach Miss Saigon i Na wskroś nowoczesna Millie. W 2005 powierzono mu rolę Linka Larkina w musicalu Lakier do włosów. Za rolę Kevina Price’a, misjonarza Kościoła Jezusa Chrystusa Świętych w Dniach Ostatnich, w sztuce Księga Mormona (The Book of Mormon, 2011) uhonorowano go nagrodą Grammy (2012) i zdobył nominację do Tony Award (2011) i Drama Desk (2011).
Od 27 października do 29 listopada 2015 zastąpił Jonathana Groffa w roli króla Jerzego III w musicalu Hamilton.
W 2016 jako Whizzer Brown w musicalu Falsettos po raz kolejny zdobył nominację do Tony Award. W 2018 kreacja Larry’ego w sztuce Marta Crowleya Chórzyści (The Boys in the Band) przyniosła mu Tony Award, u boku aktorów takich jak Jim Parsons, Charles Carver, Zachary Quinto, Robin de Jesús i Tuc Watkins.

### Kariera ekranowa
Zaskarbił sobie sympatię telewidzów w roli Elijah Krantza, byłego chłopaka jednej z bohaterek, który okazuje się gejem, w serialu HBO Dziewczyny (Girls, 2012–2017). Szerszej publiczności stał się znany z roli Bryana Collinsa, homoseksualisty z Los Angeles, który pragnie zostać ojcem, w sitcomie NBC Rodzinka jak inne (The New Normal, 2012–2013). Gościł jako Reggie w jednym z odcinków sitcomu NBC Will i Grace (Will & Grace, 2017) – pt. „Grandpa Jack” z Jane Lynch.
Występował w filmach Seks w wielkim mieście 2 (Sex and the City 2, 2010), Wieczór panieński (Bachelorette, 2012), Praktykant (The Intern, 2015) i Dlaczego on? (Why Him?, 2016).

## Życie prywatne
Rannells jest gejem. Jako 18-latek ujawnił swój homoseksualizm przed rodziną. Był związany z aktorem Mikiem Doyle’em. W 2019 związał się z Tuc Watkinsem.

## Wybrana filmografia

### Filmy pełno- i krótkometrażowe
- 2010: Seks w wielkim mieście 2 (Sex and the City 2) jako członek chóru weselnego
- 2012: Wieczór panieński (Bachelorette) jako Manny
- 2015: Praktykant (The Intern) jako Cameron
- 2016: Dlaczego on? (Why Him?) jako Blaine Pederman

### Seriale telewizyjne/internetowe
- 1995–1997: Rekiny wielkiego miasta (Street Sharks) jako Streex
- 1999: Archie's Weird Mysteries jako Archie Andrews
- 2001: Cubix jako Connor
- 2001: Król szamanów (Shāman kingu, ang. Shaman King) jako Len Tao (głos w angielskiej wersji)
- 2012–2017: Dziewczyny (Girls) jako Elijah Krantz
- 2012–2013: Rodzinka jak inne (The New Normal) jako Bryan Collins
- 2013: Jak poznałem waszą matkę (How I Met Your Mother) jako Darren
- 2017: Big Mouth jako Matthew
- 2017: Will i Grace (Will & Grace) jako Reggie

## Występy sceniczne
- 2000–2001: Pokémon Live! jako James
- 2005: Hairspray jako Fender/Link Larkin
- 2006: The 60's Project jako Wykonawca
- 2007: Jersey Boys jako Bob Gaudio
- 2011: Księga Mormona (The Book of Mormon) jako Starszy Kevin Price
- 2014: Hedwig and the Angry Inch jako Hedwig
- 2015: Hamilton jako Król Jerzy III
- 2016: Falsettos jako Whizzer

## Nagrody i nominacje
| Rok  | Nagroda                          | Kategoria | Tytuł                     | Rezultat  |
| ---- | -------------------------------- | --- | ------------------------- | --------- |
| 2011 | Tony Award                       | Najlepszy aktor pierwszoplanowy w musicalu                                                                                     | Księga Mormona            | Nominacja |
| 2011 | Drama Desk                       | Wybitny aktor w musicalu | Księga Mormona            | Nominacja |
| 2012 | Nagroda Grammy                   | Najlepszy album z muzyką teatralną (Rannells nagrał album The Book of Mormon: Original Broadway Cast Recording z Joshem Gadem) | Księga Mormona            | Wygrana   |
| 2013 | OFTA                             | Najlepszy aktor gościnny w serialu komediowym                                                                                  | Dziewczyny                | Nominacja |
| 2013 | Gold Derby                       | Najlepszy aktor gościnny w serialu komediowym                                                                                  | Dziewczyny                | Nominacja |
| 2013 | Dorian                           | Wschodząca gwiazda | –                         | Nominacja |
| 2014 | Gold Derby                       | Najlepszy aktor gościnny w serialu komediowym                                                                                  | Dziewczyny                | Nominacja |
| 2014 | Critics' Choice Television Award | Najlepszy aktor gościnny w serialu komediowym                                                                                  | Dziewczyny                | Nominacja |
| 2015 | Broadway.com Audience Award      | Najlepszy aktor w roli zastępczej                                                                                              | Hedwig and the Angry Inch | Nominacja |
| 2016 | Broadway.com Audience Award      | Najlepszy aktor w roli zastępczej                                                                                              | Hamilton                  | Nominacja |
| 2017 | Broadway.com Audience Award      | Ulubiony aktor drugoplanowy w musicalu                                                                                         | Falsettos                 | Wygrana   |
| 2017 | Tony Award                       | Najlepszy aktor drugoplanowy w musicalu                                                                                        | Falsettos                 | Nominacja |
| 2019 | Tony Award                       | Najlepszą nowa adaptacja sztuki teatralnej                                                                                     | The Boys in the Band      | Wygrana   |